# Високо при Пољанах
Високо при Пољанах (словен. Visoko pri Poljanah) је насељено место у општини Шкофја Лока, Горењска регија, Словенија.

## Историја
До територијалне реорганизације у Словенији било је у саставу старе општине Шкофја Лока.

## Становништво
У попису становништва из 2011. године, Високо при Пољане је имало 28 становника.
| Број становника према пописима | Број становника према пописима | Број становника према пописима |
| ------------------------------ | ------------------------------ | ------------------------------ |
| 1991                           | 2002                           | 2011                           |
| 14                             | 26                             | 28                             |

Напомена: До 1953. исказивано под именом Високо. Године 1997. повећано за део насеља Буков Врх (Горења Вас-Пољане).

## Познате личности
- Иван Тавчар, словеначки писац, публициста и политичар

## Галерија
- имање Калан
- остаци старог млина